# MBC Masr
 (décembre 2024).
Si vous disposez d'ouvrages ou d'articles de référence ou si vous connaissez des sites web de qualité traitant du thème abordé ici, merci de compléter l'article en donnant les références utiles à sa vérifiabilité et en les liant à la section « Notes et références ».
MBC Masr (arabe: إم بي سي مصر) est une chaîne de télévision égyptienne gratuite détenue par MBC Group et United Media Services.
La chaîne a été lancée lors d'une cérémonie officielle au Caire le 16 octobre 2012 et a commencé à diffuser le 9 novembre 2012. La chaîne s'adresse aux téléspectateurs égyptiens.

## Programmation

### Spectacles
- Mademoiselle Farah
- The 1001 Seasons of Elie Saab
- Code Lyoko Évolution
- Life is a Dream
- Newton's Cradle
- Three-Body
- Parineetii
- Fareed
- Yali Çapkını

### Séries nord-américaines
- Sang bleu
- Amis
- Mademoiselle Farah
- Newton's Cradle
- NCIS
- NCIS: Los Angeles

### Série britannique
- Atlantide
- Groove High

### Drame chinoise
- Three-Body

### Drame mexicain
- Dans les terres sauvages
- La reine, je suis moi

### Drame française
- Code Lyoko Évolution

### Drame espagnol
- La belle y les bestias
- Le Piloto
- Velours

### Drame portugais
- Paixão
- Rainha das Flores
- Terre Brava

- Umutsuz Ev Kadınları

### Drame brésilien
- Além do Tempo
- Amor de Mãe
- Dieu salut le Roi
- Justice
- Histoire de rock
- Soleil naissant
- Totalement plus tard
- Um Lugar ao Sol
- Les vérités secrètes

### Drame grec
- Agries Melisses
- À Tatouaz

### Lutte
- Joyau de la Couronne de la WWE
- WWE RAW

## Films

### Films nord-américains
- 2 Rapide 2 Furieux
- 211
- Allié
- Alerte à Malibu
- La belle et la Bête
- Histoires du soir
- Capitaine Phillips
- The Bad Guys
- Beauté collatérale
- Contagion
- Rapide et furieux
- Rapide et furieux 6
- Cinq rapides
- Le Rapide et le Furieux
- Rapide et dangereux : Tokyo Drift
- Le destin des furieux
- Premier sang
- Furieux 7
- Flight
- Hercule
- Jack Reacher
- Jack Reacher : Ne jamais revenir en arrière
- Jackie
- Paul
- Paranoïak
- Les Trolls[2],[3]
- Rambo
- Rambo : Premier sang, 2e partie
- Rambo III
- Rambo : Le Dernier Sang
- Allons-nous danser ?
- Homme qui tourne
- Escouade suicide
- Tortues Ninja
- Quelques minutes après minuit

### Films australiens
- Mad Max : Fury Road

### Films en langue hindi
- Bang, bang!
- Badrinath Ki Dulhania
- Befikre
- Dépanneur
- Ventilateur
- Humpty Sharma à Dulhania
- Laila Majnu
- Luka Chuppi
- Rose
- Dhoom

### Films en ourdou
- Baaji